# Уставотворно-демократска партија
Уставотворно-демократска партија (рус. Конституционно-демократическая партия; формално називана и Партија народне слободе, а неформално Кадети) била је либерална партија у Руској Империји. Теоријска основа партијске платформе је постављена на основу белешки Константина Кавељина и Бориса Чичерина, а историчар Павел Миљуков је био лидер партије за време њеног постојања. Уставне демократе су биле подржаване углавном од стране људи са високим образовањем и професионалаца, као што су професори универзитета, адвокати и индустријалци.
У време оснивања, уставне демократе су биле, у политичком смислу, непосредно лево у односу на новоосновани Савез 17. октобра. За разлику од октобриста, који су се од почетка залагали за уставну монархију, Кадети су у почетку били двосмислени, и залагали су се за право сваког да гласа и за постојање Уставотворне скупштине, која би одредила облик вршења власти у држави. Овај радикализам је постојао, иако је око 60% чланова чинило племство.
Након Фебруарске револуције, Кадети који су били у Државној думи чинили су основу привремене руске власти. Укинута су сва ограничења основана на религији и националности и власт је пребачена са губернатора на локалну власт. Издали су декрет, којим се давала аутономија Пољској, што је био више симболичан гест, највише због окупације те територије од стране Немачког царства.
Након победе бољшевика у Руском грађанском рату, већи део лидера Кадета морало је да емигрира, и да издаје новине са нових локација, највише из Париза.